# Place de la toile
Cet article possède un paronyme, voir place de l’Étoile.
Place de la toile était une émission de radio, sur France Culture, qui traitait d'Internet, des nouvelles technologies et de leur rapport à la société.
Créée en août 2007, initialement conçue et animée par Caroline Broué et Thomas Baumgartner, présentée depuis septembre 2009 par Xavier de La Porte, l'émission se composait de deux parties sous forme de débat ou d'entretien autour des mutations qu'entraînent les nouvelles technologies dans la société et le monde de la culture, sous des angles variés (politique, philosophie, économie, sciences…).
En mai 2014, Xavier de la Porte devient rédacteur en chef du site Rue89.
Pour cette raison, la saison 2014-2015 de son émission est réduite à une chronique de 3 minutes (au lieu de 45) qui est intégrée à l'émission Le Rendez-Vous (présentée par Laurent Goumarre) chaque jeudi soir, toujours sur France Culture.

À partir de la rentrée 2015, Laurent Goumarre passe sur France Inter où il reprend son émission (désormais appelée Le Nouveau Rendez-Vous). C'est ainsi que Place de la Toile disparaît, et Xavier de la Porte présente alors une nouvelle chronique intitulée La Revue numérique chaque mercredi matin à 8h45 dans l'émission Les Matins de France Culture .